# 天主教檳港教區
天主教檳港教區（拉丁語：Dioecesis Pangkalpinangensis）是印度尼西亞一個羅馬天主教教區，包括邦加－勿里洞省和廖內群島省，屬巨港總教區。2004年有教友35,000人、12個堂區、37名司鐸。現任主教為希拉里烏斯·莫瓦·努拉卡。
1923年12月27日自蘇門答臘監牧區設監牧區，1951年2月8日升為代牧區。1961年1月3日升為教區，由棉蘭管轄。2003年7月1日置於巨港總教區下。